# Spedizione di Yazoo Pass
La spedizione di Yazoo Pass fu un'operazione militare durante la guerra di secessione americana. Essa fu intrapresa congiuntamente dal maggior generale Ulysses S. Grant dell'Armata del Tennessee e dal contrammiraglio David Dixon Porter del "Mississippi River Squadron" nell'ambito della campagna di Vicksburg nel corso del Teatro Occidentale. L'obiettivo di Grant era di mettere le proprie truppe in una posizione aggressiva sul fianco dei ribelli che dominavano ancora la zona. La spedizione fu un tentativo di aggirare le postazioni difensive confederate sulle scogliere poste nei pressi della città di Vicksburg, utilizzando i bacini del delta del Mississippi come percorso dal fiume Mississippi al fiume Yazoo; una volta giunta qui la truppa sarebbe stata in grado di attraversare il corso d'acqua senza incontrare ostacoli.
L'operazione avrebbe richiesto una profonda penetrazione in un territorio nemico in un ambiente ricco di paludi, quindi fu necessaria la cooperazione tra i due servizi dell'Union Army e dell'Union Navy; l'esercito era guidato da Leonard Fulton Ross laddove il comandante navale era Watson Smith, gravemente ammalato; la precarietà delle sue condizioni di salute si rivelò un fattore decisivo nel fallimento della spedizione.

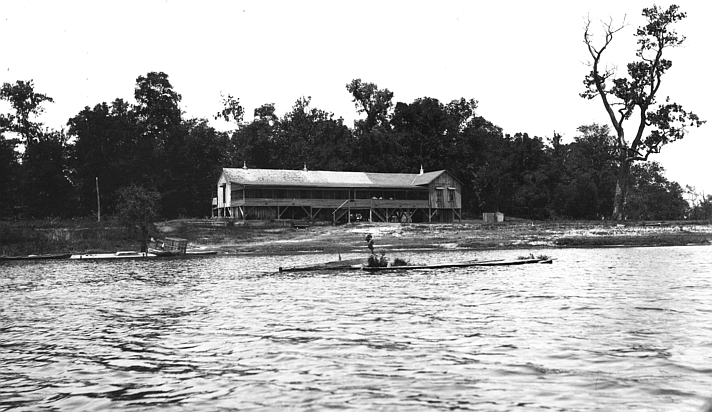
Il "Moon Lake" in una foto del 1900 circa.

Essa iniziò il 3 febbraio 1863 con l'abbattimento di un argine sul fiume Mississippi, permettendo all'acqua di defluire in un ex canale artificiale che arrivava fino al fiume Yazoo attraverso una serie di altri corsi minori. La flotta attaccante passò attraverso l'apertura giungendo nel Moon Lake, poi attraverso lo "Yazoo Pass" arrivò nel fiume Coldwater, affluente del Tallahatchie - e poi da questo nello Yalobusha, il quale forma poi lo Yazoo, che a sua volta s'incontra con il Mississippi a breve distanza sopra Vicksburg.
Fin dall'inizio l'operazione venne ritardata da ostacoli naturali più che dalla resistenza stessa dei confederati, quindi la spinta in avanti risultò di appena 16 km giornalieri. Poiché il progresso era così lento l'esercito sudista di John Clifford Pemberton fu in grado di costruire un fortino e quindi di bloccare il passaggio della flotta federale in prossimità della città di Greenwood. La flottiglia unionista si avvicinò al fortino solo l'11 marzo; a quel punto le navi cannoniere furono respinte da scontri a fuoco per tre giorni. Le truppe di fanteria presenti non poterono contribuire in modo significativo a causa della natura del terreno, per la maggior parte allagato.
Dopo la terza azione respinta del 16 marzo, Smith si trovò obbligato per motivi di salute ad affidare il comando a James P. Foster; questi e Ross decisero quindi di ritirarsi. Quando incontrarono i rinforzi, furono temporaneamente persuasi a tentare nuovamente, ma ripresero la loro ritirata quando il nuovo superiore Isaac Ferdinand Quinby vide l'inutilità di ulteriori attacchi.
L'intera formazione era ritornata indietro fino al punto di partenza il 12 aprile, ponendo così termine alla spedizione.